# Dynastie Mạc
1527–1677
Entités précédentes :
- Dynastie Lê postérieure

Entités suivantes :
- Dynastie Lê postérieure

La dynastie Mạc (en vietnamien : 莫朝, Mạc Triều) est une dynastie vietnamienne qui régna de 1527 à 1533.

## Histoire
La dynastie des Mạc usurpe le trône de la dynastie Lê de 1527 à 1533. Après la restauration de ces derniers, durant la période connue sous le nom des dynasties Nord et Sud, les  Mạc réussissent à se maintenir dans la région autour de Thăng-Long jusqu'en 1677, année où ils sont définitivement éliminés.

## Liste des Mạc
- 1527-1529 : Mạc Đăng Dung, abdique et meurt en 1541 ;
- 1530-1540 : Mạc Đăng Doanh, son fils ;
- 1540-1546 : Mạc Phúc Hải, son fils ;
- 1546-1561 : Mạc Phúc Nguyên, son fils ;
- 1562-1592 : Mạc Mậu Hợp, son fils ;
- 1592-1593 : Mạc Toàn
- 1592-1593 : Mạc Kính Chỉ
- 1593-1625 : Mạc Kính Cung
- 1623-1638 : Mạc Kính Khoan
- 1638-1677 : Mạc Kính Vũ, déposé.